# The Curse of Peladon
A The Curse of Peladon a Doctor Who sorozat hatvanegyedik része, amit 1972. január 29.-e és február 19.-e között vetítettek négy epizódban. Ez a sorozat egyik olyan része, ami a Paledon-n játszódik. A másik a The Monster of Peladon rész.

## Történet
Jo és a Doktor próbautat tesznek a Tardis-szal és a Paledon bolygóra, a királyi citadella mellé érkeznek. A bolygón feudalisztikus társadalom van és azt mérlegelik, hogy belépjen-e a Galaktikus Föderációba. A király szeretné a birodalmát modernizálni és megszabadítani a vallásos babonáktól. Ez azonban nem tetszik a főpapnak, aki semmitől sem riad vissza a régi rend megmentése érdekében.

## Epizódok listája
| Epizód sorszáma | Bemutató napja    | Hossza | Nézők száma (millió) | Formátum           |
| --------------- | ----------------- | ------ | -------------------- | ------------------ |
| 1               | 1972. január 29.  | 24:32  | 10,3                 | PAL színkonverziós |
| 2               | 1972. február 5.  | 24:33  | 11                   | PAL színkonverziós |
| 3               | 1972. február 12. | 24:21  | 7,8                  | PAL színkonverziós |
| 4               | 1972. február 19. | 24:16  | 8,4                  | PAL színkonverziós |

## Könyvkiadás
A könyvváltozatát 1975 januárjában adták ki.

## Otthoni kiadás
- VHS-n 1993 augusztusában adták ki.
- DVD-n 2010 január 18-n adták ki.

### Fordítás
- Ez a szócikk részben vagy egészben  a   The Curse of Peladon című angol Wikipédia-szócikk fordításán alapul.  Az eredeti cikk szerkesztőit annak laptörténete sorolja fel. Ez a jelzés csupán a megfogalmazás eredetét és a szerzői jogokat jelzi, nem szolgál a cikkben szereplő információk forrásmegjelöléseként.